# NWA United States Tag Team Championship (Gulf Coast version)
L'NWA United States Tag Team Championship (Gulf Coast version) è stato un titolo della divisione tag team della federazione Gulf Coast Championship Wrestling (GCCW), territorio della National Wrestling Alliance (NWA) e attivo principalmente tra Tennessee e Alabama.
Il titolo fu attivo dal 1965, quando fu introdotto nel territorio, fino al 1974, quando fu unificato all'interno della versione Tri-State del titolo.

## Storia
I territori della National Wrestling Alliance erano tenuti a riconoscere un solo campione mondiale dei pesi massimi, ma la NWA consentiva ad ognuno di essi di stabilire i propri titoli. In seguito alla nascita delle numerose versioni del NWA World Tag Team Championship, alcune federazioni iniziarono ad introdurre dei titoli secondari per la categoria tag team, promuovendoli spesso come American Tag Team Championship o come National Tag Team Championship.
La GCCW menzionò per la prima volta un tale titolo nel 1962, quando Bad Boy Hines e Billy Boy Hines furono promossi come campioni nel territorio, ma erano i detentori della versione del Tennessee del titolo. Il nuovo titolo venne introdotto nel 1965, come alloro di seconda fascia della federazione, che già promuoveva il NWA Gulf Coast Tag Team Championship. I campioni inaugurali furono Jack Dalton e Jim Dalton, che furono insigniti del titolo al loro arrivo nel territorio.
Il titolo rimase attivo fino all'aprile 1974, quando gli allora campioni Cowboy Bob Kelly e Rocket Monroe furono sconfitti da Bob Sweetan e Seigfried Stanke, detentori della versione Tri-State del titolo, che unificarono le due cinture in quella Tri-State.

## Albo d'oro
| Legenda  |                                                                               |
| -------- | ----------------------------------------------------------------------------- |
| #        | Indica il numero del regno titolato                                           |
| Regno    | Viene indicato il numero del regno del campione                               |
| Data     | La data in cui il titolo è stato vinto                                        |
| Località | Indica il luogo in cui il titolo è stato vinto                                |
| Note     | Indica notizie particolari riguardanti i cambi di titolo o altre informazioni |

| #  | Campione                                     | Regno | Data              | Giorni | Località                 | Evento     | Note | Fonti |
| -- | -------------------------------------------- | ----- | ----------------- | ------ | ------------------------ | ---------- | --- | ----- |
| 1  | Jack Dalton e Jim/Frank Dalton               | 1     | 2 novembre 1965   | 300    | --                       | House show | I Dalton furono insigniti del titolo al loro arrivo nel territorio. Jim Dalton lasciò la GCCW nel gennaio 1966 e Jack Dalton continuò a difendere il titolo in team con Frank Dalton. |       |
| 2  | Bobby Fields e Lee Fields                    | 1     | 29 agosto 1966    | 41     | Alexandria, Louisiana    | House show | |       |
| 3  | Jack Dalton e Jim Dalton                     | 2     | 9 ottobre 1966    | 122    | Lafayette, Louisiana     | House show | |       |
| 4  | Dennis Hall e Roger Kirby                    | 1     | 8 febbraio 1967   | 7      | Mobile, Alabama          | House show | |       |
| 5  | Frank Dalton e Jack Dalton                   | 3     | 15 febbraio 1967  | 6      | Mobile, Alabama          | House show | |       |
| 6  | Bobby Fields (2) e Danny Little Bear         | 1     | 21 febbraio 1967  | 49     | Baton Rouge, Louisiana   | House show | |       |
| 7  | Frank Dalton e Jack Dalton                   | 4     | 11 aprile 1967    | 99     | Baton Rouge, Louisiana   | House show | | [ 2 ] |
| 8  | Pepe Perez e Ramon Perez                     | 1     | 19 luglio 1967    | 76     | New Orleans, Louisiana   | House show | |       |
| 9  | Frank Dalton e Jack Dalton                   | 5     | 3 ottobre 1967    | --     | Baton Rouge, Louisiana   | House show | |       |
| —  | Vacante                                      | —     | giugno 1968       | —      | —                        | —          | Il titolo fu reso vacante quando i Dalton lasciarono il territorio. |       |
| 10 | Mr. Koma e The Great Ota                     | 1     | 14 aprile 1971    | 35     | --                       | House show | Il titolo venne assegnato ai due quando arrivarono nel territorio. |       |
| 11 | Mike Boyette e The Wrestling Pro/Ken Lucas   | 1     | 19 maggio 1971    | 7      | Mobile, Alabama          | House show | The Wrestling Pro fu sospeso al termine dell'incontro e Boyette continuò a difendere il titolo in team con Ken Lucas                                                                  |       |
| 12 | Mr. Koma e The Great Ota                     | 2     | 26 maggio 1971    | 7      | Mobile, Alabama          | House show | |       |
| 13 | Johnny West e Ken Lucas (2)                  | 1     | 2 giugno 1971     | 28     | Mobile, Alabama          | House show | West e Lucas detenevano anche il NWA Gulf Coast Tag Team Championship. |       |
| 14 | Eddie Sullivan e Rip Tyler                   | 1     | 30 giugno 1971    | 14     | Mobile, Alabama          | House show | |       |
| 15 | Mike Boyette e The Wrestling Pro             | 2     | 14 luglio 1971    | 0      | Mobile, Alabama          | House show | Vincendo il titolo a tavolino a causa di un infortunio di Sullivan. |       |
| —  | Vacante                                      | —     | 14 luglio 1971    | —      | Mobile, Alabama          | House show | Al termine della loro prima difesa titolata, The Wrestling Pro aggredì Boyette e il titolo fu dichiarato vacante.                                                                     |       |
| 16 | Calvin Pullins e Mike Boyette (3)            | 1     | 11 agosto 1971    | 35     | Mobile, Alabama          | House show | In uno spareggio contro The Wrestling Pro e Rip Tyler. |       |
| 17 | Frank Monte e MIke York                      | 1     | 15 settembre 1971 | 46     | Mobile, Alabama          | House show | |       |
| 18 | Calvin Pullins (2) e Mike Boyette (4)        | 2     | 31 ottobre 1971   | 45     | Pensacola, Florida       | House show | |       |
| 19 | Cowboy Bob Kelly e Mike Boyette (5)          | 1     | 15 dicembre 1971  | 46     | Mobile, Alabama          | House show | Quando Pullins e Boyette si divisero, entrambi poterono scegliere un nuovo partner e si sfidarono per il titolo.                                                                      |       |
| 20 | Eddie Sullivan e Rip Tyler                   | 2     | 30 gennaio 1972   | 38     | Penascola, Florida       | House show | | [ 3 ] |
| 21 | Mickey Doyle e Mike Boyette (6)              | 1     | 8 marzo 1972      | 151    | Mobile, Alabama          | House show | |       |
| 22 | Eddie Sullivan e Rip Tyler                   | 3     | 6 agosto 1972     | 108    | Penascola, Florida       | House show | |       |
| 23 | Flash Monroe e Rocket Monroe                 | 1     | 22 novembre 1972  | 13     | Mobile, Alabama          | House show | | [ 4 ] |
| 24 | The Mysterious Medic e The Wrestling Pro (2) | 1     | 5 dicembre 1972   | 70     | Mobile, Alabama          | House show | |       |
| 25 | Cowboy Bob Kelly (2) e Ken Lucas (3)         | 1     | 13 febbraio 1973  | 42     | Mobile, Alabama          | House show | |       |
| 26 | The Mighty Mongol e The Rugged Russian       | 1     | 27 marzo 1973     | 14     | Mobile, Alabama          | House show | | [ 5 ] |
| 27 | Dennis Hall (2) e Ken Lucas (4)              | 1     | 10 aprile 1973    | 14     | Mobile, Alabama          | House show | |       |
| 28 | The Mighty Mongol e The Rugged Russian       | 2     | 24 aprile 1973    | 21     | Mobile, Alabama          | House show | |       |
| 29 | Mickey Doyle (2) e Mike Boyette (7)          | 2     | 15 maggio 1973    | 7      | Mobile, Alabama          | House show | | [ 6 ] |
| 30 | Eddie Sullivan e Rip Tyler                   | 4     | 22 maggio 1973    | 96     | Mobile, Alabama          | House show | |       |
| 31 | Bobby Bass e Don Bass                        | 1     | 26 agosto 1973    | 37     | Penascola, Florida       | House show | |       |
| 32 | Flash Monroe e Rocket Monroe                 | 2     | 2 ottobre 1973    | 35     | Mobile, Alabama          | House show | |       |
| 33 | Inferno #1 e Inferno #2                      | 1     | 6 novembre 1973   | 31     | Mobile, Alabama          | House show | |       |
| 34 | Ricky Gibson e Steve Keirn                   | 1     | 7 dicembre 1973   | 7      | Dothan, Alabama          | House show | |       |
| 35 | Inferno #1 e Inferno #2                      | 2     | 14 dicembre 1973  | 27     | Dothan, Alabama          | House show | |       |
| 36 | Gunga Din e Kubla Khan                       | 1     | 10 gennaio 1974   | 5      | Atlanta, Georgia         | House show | |       |
| 37 | Norvell Austin e Rocket Monroe (3)           | 1     | 15 gennaio 1974   | 7      | Mobile, Alabama          | House show | | [ 7 ] |
| 38 | Gunga Din e Kubla Khan                       | 2     | 22 gennaio 1974   | 30     | Mobile, Alabama          | House show | |       |
| 39 | Cowboy Bob Kelly (3) e Rocket Monroe (4)     | 1     | 21 febbraio 1974  | 53     | Hattiesburg, Mississippi | House show | |       |
| —  | Disattivato                                  | —     | 15 aprile 1974    | —      | Shreveport, Louisiana    | House show | Unificato all'interno della versione Tri-State del titolo dopo aver perso un incontro con i detentori del titolo Bob Sweetan e Seigfried Stanke.                                      | [ 8 ] |